# Rus (Spanyolország)
Rus település Spanyolországban, Jaén tartományban. Rus Baeza, Ibros, Canena, Vilches és Úbeda községekkel határos. Lakosainak száma 3407 fő (2024).

## Népesség
A település népessége az elmúlt években az alábbi módon változott:
| Lakosok száma | 3753 | 3743 | 3807 | 3801 | 3785 | 3695 | 3630 | 3547 | 3465 | 3407 |
|               | 2001 | 2004 | 2007 | 2009 | 2012 | 2014 | 2017 | 2019 | 2022 | 2024 |